# Burton Chenet
Pour les articles homonymes, voir Chenet.
Burton Chenet, né le 22 janvier 1958 à New York et mort assassiné le 20 mars 2012 à Port-au-Prince, est un peintre et un enseignant d'arts plastiques haïtien.

## Biographie
Né en 1958, formé à la Trinity-Pawling School de New York et au Centre d'art de Port-au-Prince, Burton Chenet enseigne dans les années 1980-1990 à l'ENARTS (École Nationale des Arts de Port-au-Prince), comme professeurs d’arts plastiques. Il contribue à la formation de générations de peintres, notamment celles des années 1980 et 1990. Ses œuvres personnelles gravitent autour du monde populaire haïtien et constituent un pont entre l'art naïf haïtien et des approches plus contemporaines.
Il est assassiné par balles durant la nuit de 20 au 21 mars 2012 par un inconnu qui s'est introduit chez lui, blessant également sa femme.

## Expositions
- 2012 : 
  - espace LOAS (Centre d'art haïtien), à Nice.
  - Cerulean Gallery, à Dallas.